# 塞尔穆瓦斯
塞尔穆瓦斯（法語：Sermoise，法語發音：[sɛʁmwaz]）是法国上法兰西大区埃纳省的一个市镇，位于该省中南部，属于苏瓦松区。

## 地理
塞尔穆瓦斯（49°22'23"N, 3°27'1"E）面积5.51 平方千米，位于法国上法蘭西大區埃纳省，该省份为法国北部内陆省份，北起北部省，西接索姆省和瓦兹省，东临阿登省和马恩省，西南至塞纳-马恩省，东北部与比利时接壤。
与塞尔穆瓦斯接壤的市镇（或旧市镇、城区）包括：阿西、锡里-萨尔索涅、埃纳河畔孔代、埃纳河畔米西。

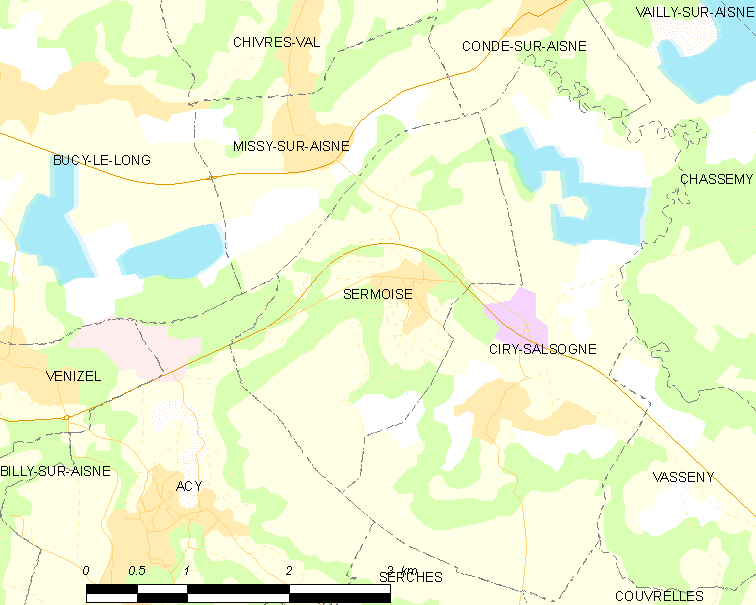
塞尔穆瓦斯的OSM定位图

塞尔穆瓦斯的时区为UTC+01:00、UTC+02:00（夏令时）。

## 行政
塞尔穆瓦斯的邮政编码为02220，INSEE市镇编码为02714。

## 政治
塞尔穆瓦斯所属的省级选区为苏瓦松第二县。

## 人口

1962-2008年间塞尔穆瓦斯人口变化图示

塞尔穆瓦斯于2022年1月1日时的人口数量为347人。